# Лосево (Лычёвская волость)
Лосево — деревня в Великолукском районе Псковской области России. Входит в состав сельского поселения «Лычёвская волость».
Расположена в 13 км к востоку от центра города Великие Луки и в 1 км к юго-западу от Суханово.

## Население
Численность населения по оценке на 2000 год составляла 6 жителей, на 2010 год — 3 жителя.